# Sars-Poteries

Sars-Poteries este o comună în departamentul Nord, Franța. În 1 ianuarie 2022 avea o populație de 1.411 de locuitori.